# Emil Kumor
Emil Franciszek Kumor ps. „Krzyś” (ur. 14 stycznia 1899 w Schodnicy, zm. 28 grudnia 1957 w Komorowie k. Warszawy) – podpułkownik Wojska Polskiego, żołnierz kampanii wrześniowej i powstania warszawskiego, oficer Dowództwa Głównego SZP oraz Komendy Głównej ZWZ i AK, inicjator i organizator akcji „Góral” podczas której przejęto niemiecki transport pieniędzy o wartości 105 mln złotych.

## Życiorys[4]
W 1916 roku wstępuje jako ochotnik do 2 pułku piechoty Legionów Polskich, gdzie awansuje do stopnia podporucznika. Walczył na Wołyniu, następnie od listopada 1916 - na terenie Królestwa Polskiego. Od lipca 1917 służył w Polskiej Sile Zbrojnej. 
Od listopada 1918 w Wojsku Polskim. Po ukończeniu wojennego kursu szkoły podchorążych w latach 1919–1920 walczył w szeregach 9 pułku piechoty Legionów na froncie wojny polsko-bolszewickiej. W czerwcu 1921 roku pełnił służbę w dowództwie 3 Dywizji Piechoty Legionów, a jego oddziałem macierzystym był 9 pułk piechoty Legionów. 3 maja 1922 roku został zweryfikowany w stopniu porucznika ze starszeństwem z dniem 1 czerwca 1919 roku i 1918. lokatą w korpusie oficerów piechoty. W latach 1922–1924 był dowódcą kompanii w 9 pułku piechoty Legionów w Zamościu. W lipcu 1924 został przeniesiony do 40 pułku piechoty we Lwowie. 2 grudnia 1930 roku został mianowany kapitanem ze starszeństwem z dniem 1 stycznia 1931 roku i 40. lokatą w korpusie oficerów piechoty. Przez 5 lat pełni funkcję adiutanta Korpusu Kadetów Nr 1 we Lwowie; z kolei – do chwili wybuchu wojny – był oficerem ordynansowym generała brygady Michała Tokarzewskiego-Karaszewicza, dowódcy Okręgu Korpusu Nr VI we Lwowie, a od 1938 roku dowódcy Okręgu Korpusu Nr VIII w Toruniu.
W czasie kampanii wrześniowej 1939 roku wziął udział w bitwie nad Bzurą, a następnie wraz z gen. Tokarzewskim i grupą kilkunastu oficerów przedostał się do oblężonej Warszawy. 
Należał do ścisłego sztabu gen. Tokarzewskiego i brał czynny udział w formowaniu pierwszej na terenie kraju organizacji podziemnej – Służby Zwycięstwu Polski. Później, z chwilą utworzenia Związku Walki Zbrojnej, a następnie Armii Krajowej, pełnił odpowiedzialne funkcje w Oddziale I, a następnie w Oddziale VII Sztabu Komendy Głównej Armii Krajowej. W tym okresie swej działalności położył duże zasługi kierując Wydziałem Legalizacji oraz organizując na terenie Warszawy sieć skrytek i lokali konspiracyjnych. Urządził, między innymi, lokal dla gen. Stefana Roweckiego – „Grota” – dowódcy Armii Krajowej. W 1942 roku został mianowany majorem. W tym samym roku inicjuje, a rok później organizuje słynną akcje „Góral”, której przygotowaniem kierował bezpośrednio gen. „Grot” i w której oddziały Armii Krajowej zdobyły na ulicy Senatorskiej 105 milionów złotych, transportowanych przez Niemców z Banku Emisyjnego.
W czasie powstania warszawskiego (1 sierpnia – 3 października 1944) pełnił funkcję inspektora odcinka bojowego w Śródmieściu. Zorganizował w tym czasie powstańczą wytwórnię granatów, oraz przyczynił się do wykrycia i zabezpieczenia w magazynach Haberbuscha wielkich zapasów zboża, wykorzystanych później do wyżywienia walczącej Warszawy.
Po upadku powstania trafił do niewoli niemieckiej i został umieszczony w Oflagu II C Woldenberg. Po uwolnieniu jeńców polskich przez wojska radzieckie w styczniu 1945 roku powrócił do kraju i zgłosił się do szeregów Wojska Polskiego. Początkowo pełnił funkcję zastępcy dowódcy 41 pułku piechoty w Goleniowie, a później był dowódcą 62 pułku piechoty stacjonującego w Skierniewicach, a następnie w Ełku, gdzie brał czynny udział w pracach przy odbudowie zniszczonych terenów, zyskując uznanie miejscowego społeczeństwa.
W 1946 roku, z powodu złego stanu zdrowia, przeszedł na własną prośbę w stan spoczynku. W 1949 roku został z przyczyn politycznych aresztowany i osadzony w więzieniu, skąd po umorzeniu toczącego się w tym czasie śledztwa został zwolniony w 1953 roku. Od tego czasu, w chwilach wolnych od pracy zarobkowej, poświęcał się pracy publicystycznej, zamieszczając w czasopismach szereg artykułów na temat działalności polskiego ruchu oporu w okresie okupacji. 28 grudnia 1957 roku zmarł nagle na serce. Został pochowany na Cmentarzu Wojskowym na Powązkach (kwatera A24-11-12).

## Ordery i odznaczenia
- Krzyż Srebrny Orderu Virtuti Militari
- Krzyż Komandorski Orderu Odrodzenia Polski (pośmiertnie, 4 lipca 2016)[13]
- Krzyż Niepodległości (16 września 1931)[14]
- Krzyż Oficerski Orderu Odrodzenia Polski
- Krzyż Walecznych (dwukrotnie) „za czyny męstwa i odwagi wykazane w bojach toczonych w latach 1918 –1921”[15]
- Krzyż Walecznych (dwukrotnie) „za czyny męstwa i odwagi wykazane w wojnie rozpoczętej 1 września 1939 roku”
- Złoty Krzyż Zasługi
- Srebrny Krzyż Zasługi (25 maja 1929)[16][15]
- Krzyż Partyzancki
- Medal 10 Rocznicy Wojny Niepodległościowej (Łotwa)[17]